# Hargo Binangun (Ulu Talo)
Hargo Binangun is een bestuurslaag in het regentschap Seluma van de provincie Bengkulu, Indonesië. Hargo Binangun telt 955 inwoners (volkstelling 2010).